# Homodes bracteigutta
Homodes bracteigutta är en fjärilsart som beskrevs av Walker 1862. Homodes bracteigutta ingår i släktet Homodes och familjen nattflyn. Inga underarter finns listade i Catalogue of Life.